# Mortagne-sur-Sèvre
Mortagne-sur-Sèvre è un comune francese di 6 235 abitanti situato nel dipartimento della Vandea nella regione dei Paesi della Loira.

## Società

### Evoluzione demografica
Abitanti censiti